# Louis-Mathieu Langlès
Louis-Mathieu Langlès, né à Pérennes, section de la commune de Welles-Pérennes (Oise) le 23 août 1763 et mort à Paris le 28 janvier 1824, est un orientaliste et bibliothécaire français.

## Biographie
D'abord officier du point d'honneur, il est le fondateur et le premier directeur de l'École spéciale des langues orientales, où il enseigne le persan (il eut notamment pour élève Amable Jourdain), et conservateur des manuscrits orientaux à la Bibliothèque impériale. Il est élu membre de l'Institut national des sciences et des arts en 1795.
Il est inhumé au cimetière du Père-Lachaise.

## Œuvre
En, 1814, il publie une traduction généreusement anotée du conte de Sinbad le marin, Les Voyages de Sind-Bâd le Marin et la ruse des femmes : contes arabes, traduction littérale, accompagnée du texte et de notes. Parmi ses sources, il cite régulièrement le poète britannqiue Richard Hole et son Remarks on the Arabian Nights' Entertainments; in which the Origin of Sindbad's Voyages and other Oriental Fictions is particularly considered (1797), ainsi que l'orientaliste Jonathan Scott (en) et son Arabian Nights Entertainments (1811, tome II).

## Choix de publications
- Instituts politiques et militaires de Tamerlan, proprement appelé Timour, écrits par lui-même en mogol et traduits en françois sur la version persane d'Abou-Taleb-al-Hosseïni, avec la Vie de ce conquérant, d'après les meilleurs auteurs orientaux, 1787 Texte en ligne
- Alphabet mantchou, rédigé d'après le syllabaire et le dictionnaire universel de cette langue, 1787
- Voyage sur les côtes de l'Arabie Heureuse, sur la Mer Rouge et en Égypte ; contenant le récit d'un combat des Anglais avec M. de Suffrein, traduit de l'anglais, 1788
- Fables et contes indiens, nouvellement traduits, avec un Discours préliminaire et des notes sur la religion, la littérature, les mœurs, etc., des Hindous, 1790
- Voyages de P. S. Pallas dans plusieurs provinces de l'empire de Russie et dans l'Asie septentrionale, 8 vol., 1793
- F. L. Norden. Voyage d'Égypte et de Nubie, 3 vol., 1795
- Voyages de C. P. Thunberg au Japon, par le Cap de Bonne-Espérance, les isles de la Sonde, etc., traduits, rédigés et augmentés de notes, particulièrement sur le Javan et le Malai, par L. Langlès, et revus, quant à la partie d'histoire naturelle, par J.-B. Lamarck, 2 vol., 1796 Texte en ligne
- Voyage du Bengale à Pétersbourg, à travers les provinces septentrionales de l'Inde, le Kachmyr, la Perse, etc., suivi de l'histoire des Rohillahs et de celle des Seykes, par feu Georges Forster, traduit de l'anglais, avec des additions et une notice chronologique des Khans de Crimée, 3 vol., 1802 Texte en ligne 1 3
- Voyages dans l'Inde, en Perse, etc. avec la description de l'île Poulo-Pinang, par différents officiers au service de la Compagnie anglaise des Indes orientales, traduits de l'anglais, 1801
- Recherches sur la découverte de l'essence de rose, 1804 Texte en ligne
- Observations sur les relations politiques et commerciales de l'Angleterre et de la France avec la Chine, 1805 Texte en ligne
- Voyage pittoresque de l'Inde fait dans les années 1780-1783, par M. William Hodges. Traduit de l'anglais et augmenté de notes géographiques, historiques et politiques par L. Langlès, 2 vol., 1805
- Relation de Dourry Efendy, ambassadeur de la Porte Ottomane auprès du roi de Perse, traduite du turk et suivie de l'Extrait des voyages de Pétis de La Croix, rédigé par lui-même, 1810 Texte en ligne
- Catalogue des manuscrits samskrits de la Bibliothèque impériale, avec Alexander Hamilton, 1807 Texte en ligne
- Voyages du chevalier Chardin en Perse et autres lieux de l'Orient, 10 vol., 1811
- Relation des voyages faits par les Arabes et les Persans dans l'Inde et à la Chine dans le IXe siècle de l'ère chrétienne, 1811 : édition d'un manuscrit arabe, publication posthume par Joseph Toussaint Reinaud, Paris, 1845 (lire en ligne)
- Les Voyages de Sind-Bâd le Marin et la ruse des femmes : contes arabes, traduction littérale, accompagnée du texte et de notes, 1814 Texte en ligne
- Monuments anciens et modernes de l'Hindoustan, décrits sous le double rapport archéologique et pittoresque, précédés d'un discours sur la religion, la législation et les mœurs des Hindous, d'une notice géographique et d'une notice historique de l'Inde, 2 vol., 1817-1821
- Voyage chez les Mahrattes, par feu M. Tone,, traduit de l'anglais, 1820
- Histoire de la Perse depuis les temps les plus anciens jusqu'à l'époque actuelle, suivie d'observations sur la religion, le gouvernement, les usages et les mœurs des habitants de cette contrée, traduit de l'anglais de John Malcolm par Pierre-Vincent Benoist, continué de 1814 à 1821 par Louis-Mathieu Langlès, 4 vol., 1821